# Cyprinodon veronicae
Cyprinodon veronicae là một loài cá thuộc họ Cyprinodontidae. Nó là loài đặc hữu của México.

#### Index
- Thể loại: Cyprinodon (Pupfish)